# Mariana Pimentel
Pour les articles homonymes, voir Pimentel (homonymie).
Mariana Pimentel est une ville brésilienne de la mésorégion métropolitaine de Porto Alegre, capitale de l'État du Rio Grande do Sul, faisant partie de la microrégion de Porto Alegre et située à 26 km à l'ouest de Porto Alegre. Elle se situe à une latitude de 30° 21′ 13″ sud et à une longitude de 51° 35′ 01″ ouest, à 119 m d'altitude. Sa population était estimée à 3 964 en 2007, pour une superficie de 338 km2. L'accès s'y fait par les BR-116 et RS-711.
Mariana Pimentel se situe dans une petite vallée entourée de collines, dont le point culminant est le Cerro Negro, à 341 m d'altitude.
Le nom de Mariana Pimentel est un hommage rendu à l'épouse de Galdino Pimentel, Président de la Province du Rio Grande do Sul à l'époque de la colonisation des terres de l'actuelle municipalité.
Les premiers colons de la commune étaient des Polonais, des Allemands et des Italiens qui immigrèrent à partir de 1874, et commencèrent à cultiver des céréales.
Son économie est de secteur primaire.

## Villes voisines
- Eldorado do Sul
- Guaíba
- Barra do Ribeiro
- Sertão Santana
- Barão do Triunfo
- Arroio dos Ratos